# Putoniessa mackei
Putoniessa mackei är en insektsart som beskrevs av Evans 1966. Putoniessa mackei ingår i släktet Putoniessa och familjen dvärgstritar. Inga underarter finns listade i Catalogue of Life.